# Pereskia aureiflora
Pereskia aureiflora är en kaktusväxtart som beskrevs av Friedrich Ritter. Pereskia aureiflora ingår i släktet trädkaktusar, och familjen kaktusväxter. Inga underarter finns listade i Catalogue of Life.